# فيليب رادا
فيليب رادا (بالتشيكية: Filip Rada)‏ هو لاعب كرة قدم تشيكي في مركز حراسة المرمى، ولد في 5 سبتمبر 1984 في براغ في التشيك. لعب مع بوهيميانز 1905 وسبارتا براغ.

## وصلات خارجية
- فيليب رادا على موقع قاعدة بيانات كرة القدم.إي يو (الإنجليزية)
- فيليب رادا على موقع Soccerway.com (الإنجليزية)